# Leonard Strömberg

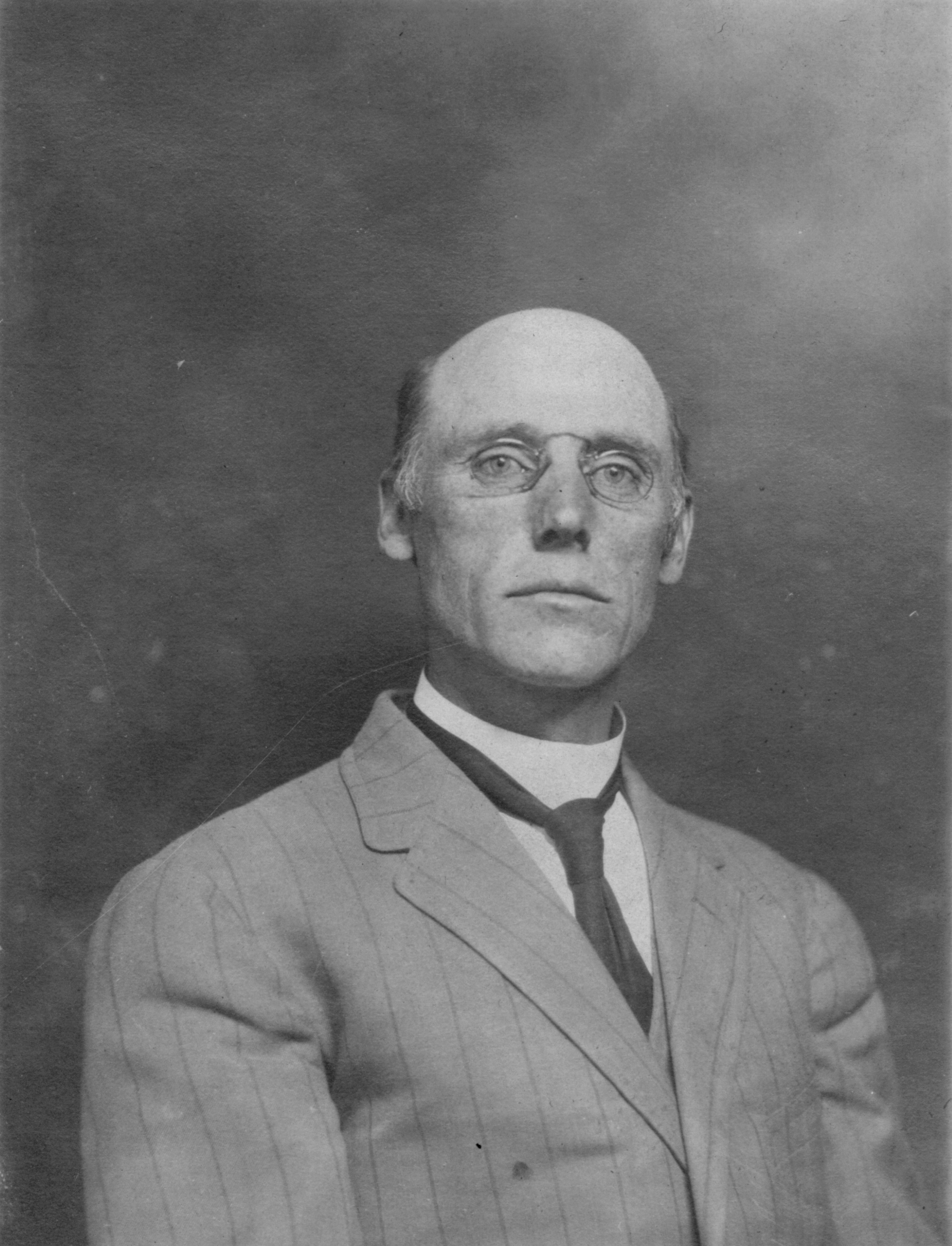
Leonard Strömberg

Leonard Strömberg, född den 11 juli 1871 i Arboga, död den 3 juli 1941 i Oakland i Nebraska, var en svenskamerikansk metodistpastor och romanförfattare.

## Biografi
Leonard Strömberg var son till August Strömberg och Adolfina Melander. Trots fallenhet för studier kunde Strömberg inte studera vidare efter folkskolan på grund av fattigdom. Han läste därför på egen hand medicin och fick viss praktik, men kunde inte fullfölja sina planer på att bli läkare. Han beslöt därför 1892 att genomgå metodistkyrkans seminarium i Uppsala för att bli predikant. Som utexaminerad pastor tjänstgjorde han några år i Sverige, varefter han 1895 emigrerade till Nebraska i Förenta staterna, där han först tjänstgjorde i byn Concord i Dixon County.
Författarskapet inledde Strömberg redan i femtonårsåldern och medverkade snart med noveller i Arboga Tidning och i olika tidningar i Västergötland. Innan emigrationen skrev han mest för Jemtlands Allehanda och då han anlänt till USA resebrev till Östersunds-Posten. Han började även att medarbeta i den svensk-amerikanska pressen. Strömbergs skönlitterära böcker kom att ges ut i hundratusentals exemplar och han var en av de mest lästa författarna, särskilt i frireligiösa kretsar, i Sverige och även i svenskbygderna i USA. Många böcker trycktes på svenska i Minneapolis eller Chicago. Störst spridning fick romanerna Erik Vedhuggare (1898) och Inspektor Lindner (1913).
Han skildrar såväl livet på Amerikas prärier som livet på enkla bondgårdar i Sverige och ibland även det mer flärdfulla livet på herrgårdar. Ett typiskt omdöme om Strömberg, som visar hur han betraktades i så kallat bildade kretsar är följande från 1938: "Bland de till Amerika utvandrade metodistpastorerna befann sig också Leonard Strömberg, vars många religiöst präglade och amerikanskt moraliserande böcker höra till svenska folkets käraste läsning." I Biblioteksbladet 1930 karaktäriseras romanen Ur djupet: "Vidrigt råa scener från guldgrävarliv med insprängd ädelhet. Orimlig ur psykologisk synpunkt".
Strömberg var även verksam som nykterhetstalare.